# Plutôt couler en beauté que flotter sans grâce
Plutôt couler en beauté que flotter sans grâce est un ouvrage de la militante écosocialiste Corinne Morel Darleux édité en 2019 qui prône un choix radical face aux menaces d'effondrements.

## Résumé
Selon l'autrice, « notre société déborde de trop plein obscène et obèse » d'objets inutiles produits par le système productiviste néolibéral sous le regard de ceux qui crèvent de faim et la lourde indifférence des médias inféodés au capital. La planète est en péril ; l'effondrement est en cours ; l'Arche de Noé est en train de prendre l'eau.
Au niveau des idées, peu nombreux sont ceux qui, au delà des constats, proposent d'agir pour inverser véritablement la tendance plutôt que de surnager.
L'autrice, aidée en cela par les expériences de vie de Bernard Moitessier (La Longue Route), propose un choix radical pour endiguer le naufrage généralisé : Plutôt couler en beauté que flotter sans grâce...

## Concepts
- Refus de parvenir[2],[3]
- S'alléger pour mieux avancer[4]
- Sobriété volontaire[5]
- Cesser de nuire[6]
- Archipéliser les îlots de résistance[7]
- La dignité du présent[8] : « La dignité du présent est ce qu’il nous reste de plus sûr face à l’improbabilité de victoires futures, de plus en plus hypothétiques au fur et à mesure que notre civilisation sombre » écrit ainsi l’auteure[1].

## Chapitres
L'ouvrage se présente sans sommaire en 33 chapitres juste numérotés.